# Storcks
Storcks ist ein deutscher Familienname.

## Varianten
- Storch, Störck (Stoerck), Storckel, Storckmann, Storck, Stork

## Namensträger
- Cornelia Prüfer-Storcks (* 1956), deutsche Politikerin (SPD), Senatorin in Hamburg